# Божурище
Божурище е град в Западна България, административен център на община Божурище, Софийска област. Населението му е около 5900 души (2022).

## География
Градът е разположен на 573 метра надморска височина в западната част на Софийското поле, на 13 километра северозападно от центъра на София и на 16 километра югоизточно от Сливница. Възникнал в края на XIX век като военен обект, той и днес няма собствено землище – основната му част се намира в землището на село Гурмазово, а квартал „Максим Горки“ – в землището на Пролеша.

## История
Началото на днешния град Божурище като населено място е поставено през 1897 г., когато в землището на село Гурмазово е създаден коневъден комплекс за нуждите на армията. В строево и домакинско отношение е подчинен на тогавашното Министерство на войната. Около него постепенно започва постепенно застрояване на частни и държавни сгради и така се оформя бъдещото населено място. Конско военноремонтно депо е формирано на 1 януари 1897 г. в с. Гурмазово, Софийско, съгласно Височайши указ № 2/1897 г. На 1 януари 1900 г. е преименувано на Ремонтно конско депо и е преместено в с. Божурище. Със Заповед № 89/1906 г. на Военното ведомство, от 1 март 1906 г. към депото е разкрито „конезаводско“ отделение, което извършва селекция и собствено производство на коне. През 1941 г. Конезавода е преименуван на Военно депо за коне „Божурище“. С това наименование функционира до 1951 г. Първото условно наименование на депото е под. 9940. От 10 март 1950 г. получава военнопощенски номер 7580, а от 13 ноември 1950 г. – военнопощенски номер 35360–А. Съществува под името Конно-спортна база „Ген. Крум Лекарски“.
Селището е наречено Божурище заради многото диви божури в поляните около него. Днес от тях са запазени само малък брой отделни екземпляри в две доказани находища, за които е в ход процедура по обявяване на защитени зони.
Община Божурище е основана през 1934 г. като „селско общинско управление“, а впоследствие претърпява промени:
- 1949 – 31 януари 1959 г. – „Селски народен съвет“.
- 1 февруари 1959 – 31 март 1979 г. – „Общински народен съвет“.
- 1 април 1979 – 15 август 1997 г. "Общински народен съвет на селищна система Божурище.

При основаването си общината е включвала селата Божурище, Гурмазово, Пожарево, Пролеша и Волуяк.
През 1959 г. в състава на Съвета влизат: Божурище, махала Белица (административно към Хераково), Гурмазово – с пълномощничество, Делян (административно към Златуша), Златуша – с пълномощничество, МалаРаковица (административно към Златуша), Пожарево – с пълномощничество, Пролеша-с пълномощничество, Росоман – с пълномощничество и Хераково.
Сега общината е съставена от следните кметства, като някои села са подчинени на най-близкото такова: Гурмазово, Пожарево, Златуша (включващо селата Златуша, Росоман, Делян и Мала Раковица), Пролеша, Хераково (влючващо махалите Кантон, Каракачани, Бобен и Белица) и Храбърско.
Структурата на Съвета от 1949 е: Изпълнителен комитет и постоянни комисии по: народното здраве, търговия и услуги, народна просвета, архитектура и благоустройство и селско стопанство. Към Съвета са изградени и две помощни комисии: по безопасността на движението и учебното и професионално ориентиране. В Съвета са функционирали шест отдела: Финансов, Архитектура и благоустройство, Планиране, Военен отчет, Комплексно административно обслужване и Организационен отдел. От 1978 г. има и Съвет за изкуство и култура.
Административен център на община, гр. Божурище е от 1949 г. На 15 август 1997 г., за 100-годишнината му, село Божурище е обявено за град с Решение 786 на Министерския съвет от 11 август 1997 г.
В града има едно училище – Средно училище „Летец Христо Топракчиев“.

## Население
Божурище има население от 5938 души към 15 юни 2022. Градът е сред малкото населени места в България, които са увеличили населението си спрямо 80-те години на миналия век.
Численост на населението според преброяванията през годините:
| \| Година на преброяване \| Численост \| \| --------------------- \| --------- \| \| 1934 \| 786 \| \| 1946 \| 1903 \| \| 1956 \| 1345 \| \| 1965 \| 2647 \| \| 1975 \| 4406 \| \| 1985 \| 5358 \| \| 1992 \| 4724 \| \| 2001 \| 5182 \| \| 2011 \| 5619 \| \| 2021 \| 5953 \| |           |
| Година на преброяване | Численост |
| 1934 | 786       |
| 1946 | 1903      |
| 1956 | 1345      |
| 1965 | 2647      |
| 1975 | 4406      |
| 1985 | 5358      |
| 1992 | 4724      |
| 2001 | 5182      |
| 2011 | 5619      |
| 2021 | 5953      |

## Летище Божурище
Божурище играе важна роля в историята на авиацията в България. Още през 1906 година при кавалерийското депо е извършен първият полет с балон в страната, а през 1912 година там са построени първите сгради на Летище „Божурище“. През същата година летището и селището са свързани с железопътната линия за София. През 1914 година в Божурище е пренесено полевото летище, намирало се дотогава северно от днешната Централна гара на София. През август 1915 година оттам излита първият български самолет, който е конструиран от Асен Йорданов. Няколко месеца по-късно в Божурище е създадено първото в страната Аеропланно училище.
След поражението на България в Първата световна война военната авиация е унищожена, но Летище Божурище продължава да се използва за граждански цели, главно за пренос на пощенски пратки, а през 1927 година компанията „Бунавад“ за пръв път започва да извършва редовни пътнически полети. През 1925 година в селото е създадено предприятието Държавна аеропланна работилница, което разработва и произвежда самолети. През следващата година Аеропланното училище е преместено в Казанлък.
През 1937 година е възстановена българската военна авиация и Летище Божурище става база на нейния Първи орляк, като продължава да се използва и за граждански цели. Летището играе важна роля за отбраната на София по време на бомбардировките през 1943 – 1944 година. Оттам през 1943 година излита Димитър Списаревски за последната си мисия за отбрана на София от най-масираната атака от страна на английски и американски бомбардировачи през Втората световна война.
През 1947 година е открито новопостроеното Летище Враждебна, което започва да обслужва гражданските полети в района на София. По същото време в Доброславци е построена нова военновъздушна база, пригодена за реактивни самолети. През 1948 година летището в Божурище е предадено на Организацията за съдействие на отбраната и през следващите десетилетия се използва за тренировъчни полети и парашутизъм.
След закриването на военновъздушната база Божурище продължава да бъде важен военен център, като в селото са изградени нови военни съоръжения и поделения, свързани главно с противовъздушната отбрана и зенитно-ракетните войски.
През 2005 година министърът на отбраната Николай Свинаров ликвидира летището и продава терена и сградите му на компанията „Индустриален парк София“, чийто мажоритарен собственик е италианската инвестиционна банка „Финанциария Интернационале“, в замяна на 106 апартамента. През 2008 година летището е обявено за паметник на културата.

## Икономика
Разположението на Божурище определя своеобразието на неговата икономика, население и атмосферата на гражданска активност и духовно присъствие на жителите. Развитието на съвременната община Божурище и на общинския център град Божурище е свързано с 3 символа: кон, символизиращ коневъдството и конния спорт, самолет – люлката на българската авиация, божур – обагрящ всяка пролет околностите на града, откъдето носи името си.
Стратегическото местоположение – близостта на общината до столичния град, създава добри възможности за развитие на неговата икономика и култура в интеграция с тази на столицата. Едновременно с това община Божурище е обявена за един от най-чистите райони в страната в екологично отношение, подходящ за билкопроизводство и екотуризъм. За това значително допринася и полупланинският ѝ релеф и природо-климатични условия – мека зима и хладно лято, обуславяни от близостта на планините Витоша и Люлин. Съхраняването, продължаването и обогатяването на културните и образователните ѝ традиции, наличието на свободни терени и сграден фонд и на значителен кадрови потенциал превръщат общината в перспективен обект и партньор за бизнес и инвестиции.
Предприятия
- „Газстроймонтаж“ АД
- „Спетема“ – фабрика за кафе
- „Станков“ – мебелна фирма
- „САКС 2000“ – мебелна фирма
- завод „ТЕРЕМ – Ген. Вл. Заимов“ ООД
- Логистичен парк Божурище
- „Минстрой-металик“ АД
- „Минстрой-инфра комерс“ АД
- „Изток-запад“ – издателство
- „Пасат-МН“ ООД (б. „Виста БМ“) – фабрика за химични продукти
- „Автомотор копорация Ситроен“
- Мелница с производителност 24 тона/час
- Търговско-сервизен център на „Ситроен“ (най-големият в Източна Европа)
- „Софиягаз“ ЕАД – от групата на „Овергаз“ инк.
- „Овергаз Сервиз“ АД – от групата на „Овергаз Инк.“
- „Полисхарт“ – преработка на вторична хартия
- „Милмекс“ – фабрика за бонбони
- „Шенкер“ ЕООД – международна логистична фирма
- „Бер-Хелла“ Термоконтрол ЕООД – производство на електроника за панели на автомобилни климатици
- „Оскар-ЕЛ“ ЕООД – електрозахранване, автоматизация, управление и контрол на технологичните процеси
- „Неофарм“ АД – производство на хранителни добавки и витамини
- „Ангро“ ООД – производство на строителни материали, строителна химия, бои и др.

## Транспорт
Божурище се намира в непосредствена близост до София, на международен път Е-80 Белград – Истанбул.
Въпреки че не е част от Столична община, градът се обслужва от редовна автобусна линия на Центъра за градска мобилност – автобус 54.
В началото на града се намира и гара Божурище, през която минават влаковете за град Банкя.
За периода от 1999 до 2003 г. в града са прокарани 23 000 m газопровод с 650 отклонения, като градът е газифициран над 90%. След 2003 г. е изградена първата далекосъобщителна мрежа, предоставяща Интернет достъп на крайни абонати.

## Известни личности
Починали в Божурище
- Димитър Казаков (1933 – 1992) – художник
- Стефан Калъпчиев (1921 – 1964) – партизанин и офицер

Други
- Ерол Ибрахимов (1969) – музикант, израства в града
- Красимира Стоянова (1962) – оперна певица, живее в града

## Други
На Божурище е наречена улица в квартал „Илинден“ в София (Карта).